# Takenouchi Tsuna

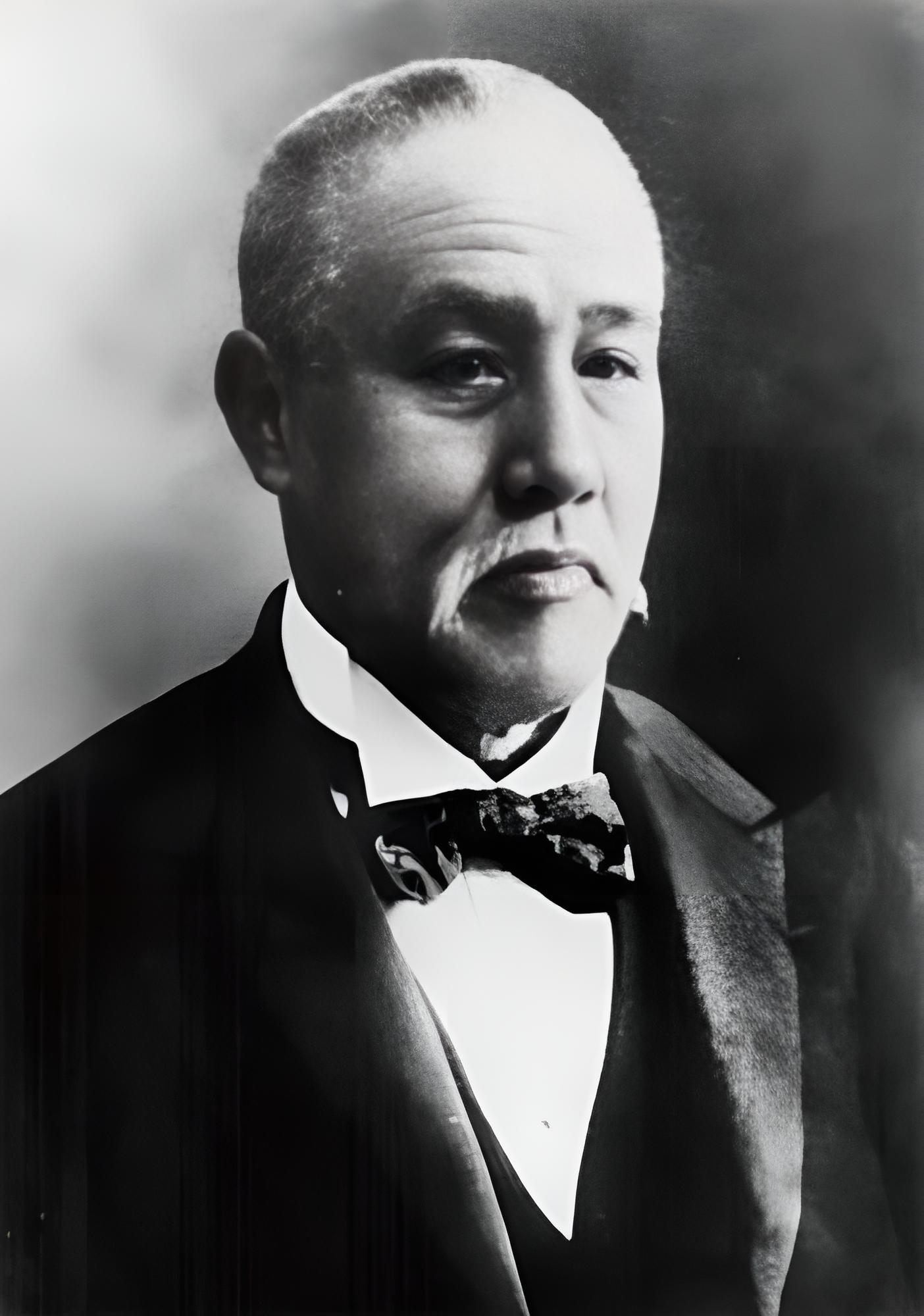
Takenouchi Tsuna

Takenouchi Tsuna (japanisch 竹内 綱; geboren 30. Januar 1840 im Dorf Sukumo, Kreis Hata, Provinz Tosa (heute Stadt Sukumo, Präfektur Kōchi); gestorben 9. Januar 1922 in Tokio) war ein japanischer Unternehmer und Politiker.

## Leben und Wirken
Takenouchi Tsuna war ein wichtiger Vasall der adeligen Familie Iga, die den Hausältesten des Tosa-Han stellten, wobei er sich um die Finanzen kümmerte. Während des Boshin-Krieges schloss er sich der Sukumo-Armee an und marschierte in die Region Tōhoku.
Nach der Meiji-Restauration trat Takenouchi 1870 in den Dienst der Präfektur Osaka ein und stieg 1873 in die 6. Klasse des Finanzministeriums auf, trat jedoch bald zurück. Er beteiligte sich an Gotō Shōjirōs Hōraisha (蓬莱社) und war für die Verwaltung der Takashima-Kohlenmine (高島炭鉱, Takashima tankō) auf Kyūshū verantwortlich. Angeregt durch die Satsuma-Rebellion (1877) versuchte er Schusswaffen für eine ähnliche Revolte in Kōchi zu beschaffen. Er wurde nach der Entdeckung für ein Jahr inhaftiert.
Nach seiner Entlassung aus dem Gefängnis unterstützte Takenouchi die von Itagaki Taisuke gegründete politische Gruppierung Risshi-sha und arbeitete daran mit, eine liberale Partei  ins Leben zu rufen. 1890 wurde er bei den ersten allgemeinen Wahlen als Vertreter der Präfektur Kōchi in das Repräsentantenhaus gewählt und noch zweimal wiedergewählt, zwischenzeitlich für den 1. Wahlkreis Tokio. Ab 1907 war er in der Geschäftswelt aktiv, darunter in Korea, wo er sich an der Seoul-Pusan-Eisenbahnlinie beteiligte.
Yoshida Shigeru, der bedeutende Premierminister in der Shōwa-Zeit, war Tsunas fünfter Sohn. Der Politiker Tarō Asō (geboren 1940) und Prinzessin Tomohito von Mikasa sind Urenkel.
Es gibt „Takeuchi Tsuna Prison Diary with Takeuchi Tsuna Autobiography“ (竹内綱自叙伝附竹内綱獄中日記抄録) als Band 25 der „Meiji Bunka Complete Works“.